# Ḍād
La ḍād (en àrab ضاد ['dˁaːd]) és la quinzena lletra de l'alfabet àrab (divuitena o vint-i-sisena en l'ordre abjadí). És una lletra solar.

## Història
Prové, per via dels alfabets nabateu i arameu, de la ṣādē fenícia.
Podria haver representat (segons descripcions antigues del so) la lateral fricativa /ɮˁ/, provinent d'un so /ɬˁ/ protosemític que s'hauria fos amb la ṣād en altres llengües semítiques.

## Ús
Actualment representa el so consonàntic faringealitzat /dˁ/.

## Escriptura
| Aïllada | Final | Medial | Inicial |
| ض       | ـض    | ـضـ    | ضـ      |

La ḍād es lliga a la següent lletra de la paraula. També ho fa amb la precedent, sempre que aquesta no sigui àlif, dāl, ḏāl, rā, zāy o wāw, que mai no es lliguen a la lletra posterior.

## Representació, transcripció i transliteració
A la Viquipèdia existeix una proposta de directriu, vegeu-la per a les diferents maneres de transcriure i transliterar ḍād.
Al SATTS, ḍād es transcriu com a Ḍ. En l'alfabet de xat àrab, s'usa tant D com 9'.
A la representació Unicode, ḍād ocupa el punt U+0636 amb el nom ARABIC LETTER DAD.
A la codificació ISO 8859-6, el punt 0xd6.
Com a entitat HTML, es codifica com a &#1590;

## Variants
Tot i formar part de l'alfabet àrab bàsic, es pot considerar un variant de la ṣād, per ser una de les sis lletres que es van afegir a part de les vint-i-dues heretades de l'alfabet fenici.
En xiao'erjing el mateix símbol pot representar també el so /z/ i la velaritzada /ðˠ/.
Aquest símbol s'ha llevat de la varietat soraní de l'alfabet àrab.